# Dust (Dust)
Dust è il primo album album dell'omonimo terzetto di hard - rock statunitense.
Nel 2013 è stato pubblicato un CD che contiene sia quest'album che quello successivo (Hard Attack).

## Tracce
Lato A
1. Stone Woman – 4:02 (Kenny Kerner, Richie Wise)
2. Chasin' Ladies – 3:34 (Kenny Kerner, Richie Wise)
3. Goin' Easy – 4:28 (Kenny Kerner, Richie Wise)
4. Love Me Hard – 5:26 (Kenny Kerner, Richie Wise)

Lato B
1. From a Dry Camel – 9:49 (Kenny Kerner, Richie Wise)
2. Often Shadows Felt – 5:10 (Kenny Kerner, Richie Wise)
3. Loose Goose – 3:48 (Kenny Aaronson)

## Formazione
- Kenny Aaronson - basso, steel guitar, slide guitar, dobro, chitarra bottleneck
- Richie Wise - chitarra elettrica, chitarra acustica, voce
- Marc Bell - batteria